# Therese von Bacheracht

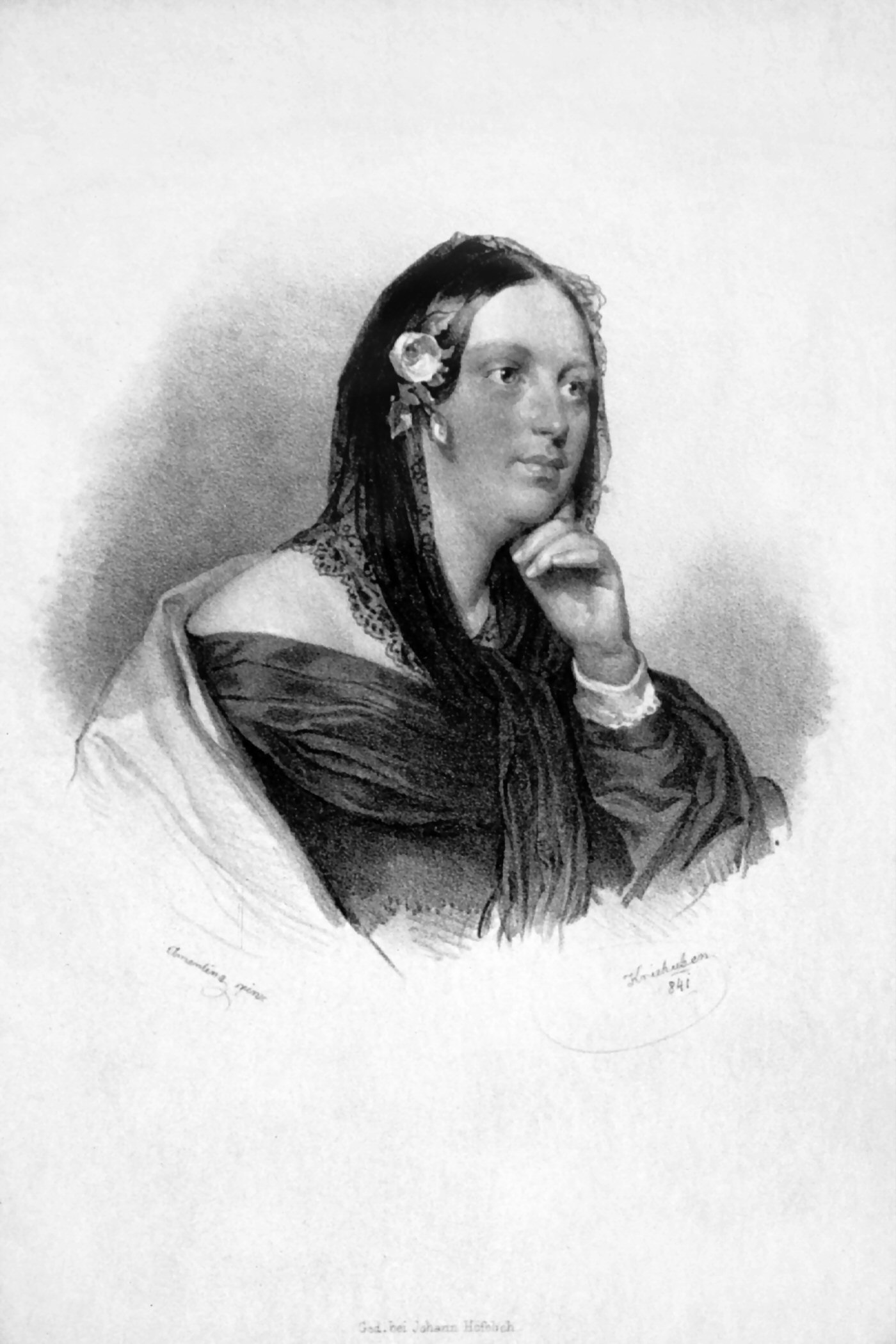
Therese von Bacheracht, Lithographie von Josef Kriehuber, 1841, nach einem Gemälde von Friedrich Amerling

Therese von Bacheracht, geb. von Struve, verheiratete Freifrau von Lützow (* 4. Juli 1804 in Stuttgart; † 16. September 1852 in Tjilatjap, Java, Niederländisch-Indien) war eine deutsche Schriftstellerin im Umkreis des Jungen Deutschland, die unter dem Pseudonym Therese schrieb. Neben Romanen und Novellen verfasste sie Reisebeschreibungen, Feuilletons für Pariser Blätter und fungierte als anonyme Herausgeberin der Briefe von Wilhelm von Humboldt an eine Freundin [d.i. Charlotte Diede].

## Leben
Therese Henriette Antoinette Elisabeth von Struve wurde als Tochter des kaiserlich russischen Legationssekretärs und Staatsrats Heinrich von Struve und der Elisabeth Wilhelmine Sidonie Gräfin Oexle von Friedenberg (1780–1837) in Stuttgart geboren. Ihr Vetter Gustav Struve wurde als Revolutionär während der Märzrevolution 1848/49 bekannt.
Therese lebte seit ihrem zehnten Lebensjahr in Hamburg, wo ihr Vater 1814 einen russischen Gesandtschaftsposten erhalten hatte. Hier verkehrte sie in den ersten Gesellschaftskreisen. Sie wurde von Zeitgenossen für ihre Schönheit gerühmt und war wegen ihres Konversationstalents geschätzt. In Weimar, wohin sie im Alter von 16 Jahren geschickt wurde, machte sie die Bekanntschaft mit Johann Wolfgang von Goethe, am kaiserlichen Institut für adelige Mädchen in St. Petersburg erhielt sie eine standesgemäße Ausbildung.
Im Jahr 1825 ging sie in Hamburg eine Konvenienzehe  mit dem reichen kaiserlich-russischen Staatsrat, Legationssekretär und Generalkonsul Robert von Bacheracht (1798–1884) ein. Der einzige Sohn aus dieser Ehe starb früh. Im Herbst 1841 lernte sie Karl Gutzkow kennen. Zwischen ihnen, die beide verheiratet waren, entwickelte sich eine leidenschaftliche Beziehung, die – nach einigen Krisen – erst im Herbst 1848 ihr Ende fand. Auf seine Anregung hin begann sie unter dem Pseudonym „Therese“ schriftstellerisch aktiv zu werden. Es erschienen kleine Feuilletons in Pariser Zeitungen sowie eine Übersetzung von Henriette Paalzows Roman St. Roche ins Französische. Im Jahr 1841 wurde ihr erstes Buch, die Reisebeschreibung Briefe aus dem Süden, von Friedrich Karl von Strombeck herausgegeben. Zahlreiche Reisen nach St. Petersburg und in den Orient lieferten den Stoff für weitere Veröffentlichungen. In enger Zusammenarbeit mit ihrem Liebhaber Gutzkow entstanden jährlich neue Romane und Novellen. Therese von Bacheracht veröffentlichte zudem Artikel in Gutzkows Zeitschrift Telegraph für Deutschland und rezensierte seine Werke. Im Jahr 1845 lernte sie in Berlin Fanny Lewald kennen, mit der sie bald eine enge Freundschaft verband.
Im Jahr 1847 gab Therese von Bacheracht anonym die Briefe Wilhelm von Humboldts an Charlotte Diede heraus, die ihre 1846 verstorbene Freundin ihr vererbt hatte. Das zweibändige Werk Briefe von Wilhelm von Humboldt an eine Freundin wurde ein großer Erfolg und erlebte bis 1891 zwölf Auflagen. Spätere Ausgaben trugen Charlotte Diedes Namen als Verfasserin. Alexander von Humboldt reagierte peinlich berührt auf die Veröffentlichung, die seinen Bruder gefühlvoll und nachdenklich darstellte.
Die Ehe mit Robert von Bacheracht verlief nicht glücklich und wurde 1849 geschieden. Im August 1849 heiratete Therese von Bacheracht in zweiter Ehe ihre Jugendliebe, den Vetter Heinrich Freiherr von Lützow, Oberst in niederländischen Kriegsdiensten in Surabaya auf Java (Niederländisch-Ostindien), wo sie seit ihrer Hochzeit lebte. Während der Vorbereitung ihrer Rückreise nach Deutschland starb Therese von Bacheracht am 16. September 1852 im Alter von 48 Jahren an Dysenterie.

## Werke
- Briefe aus dem Süden. Vieweg, Braunschweig 1841. (Digitalisat)
- Ein Tagebuch. Vieweg, Braunschweig 1842. (Digitalisat)
- Falkenberg. Roman. Vieweg, Braunschweig 1843. (Digitalisat)
- Am Theetisch. 1844 (Digitalisat)
- Lydia. Roman. 2 Bände. Vieweg, Braunschweig 1844.
- Weltglück. Roman. Vieweg, Braunschweig 1845. (Digitalisat)
- Menschen und Gegenden. Vieweg, Braunschweig 1845. (Digitalisat)
- Heinrich Burkart. Roman. Vieweg, Braunschweig 1846. (Digitalisat)
- Paris und die Alpenwelt. Brockhaus, Leipzig 1846.
- Eine Reise nach Wien. Brockhaus, Leipzig 1848. (Digitalisat, Neuauflage 2021, ISBN 978-3-7437-4061-7)
- Alma. Roman. Vieweg, Braunschweig 1848.
- Novellen. 2 Bände. Brockhaus, Leipzig 1849.
  - Bd. 1: Sigismund. – Ein Stillleben. (Digitalisat Band 1)
  - Bd. 2: Rom und Berlin. – Interlaken. (Digitalisat Band 2)